# 이케다 게이
이케다 게이(일본어: 池田 圭, 1986년 10월 20일 ~ )는 일본의 전 축구 선수이다.

## 구단 경력
그는 2009년부터 2018년까지 J리그의 사간 도스에서 활동하였다.